# Scooby-Doo
 For alternative betydninger, se Scooby-Doo (flertydig). (Se også artikler, som begynder med Scooby-Doo)
Scooby-Doo er et amerikansk tegnefilmsfranchise, som omfatter flere animerede tv-serier produceret fra 1969 til i dag. Den oprindelige serie, Scooby-Doo, hvor er du!, blev skabt til Hanna-Barbera Productions af forfatterne Joe Ruby og Ken Spears i 1969.

## Serier
- Scooby-Doo, hvor er du!
- De nye Scooby-Doo film (1972-1973)
- Scooby-Doo Showet (1976-1978)
- Scooby-Doo’s All-Star Laff—A-Lympics (1977-1978)
- Scooby-Doo og Scrappy-Doo (1970-1980) (1980-1982)
- Det nye Scooby-Doo og Scrappy-Doo Show (1983-1984)
- Scooby-Doos 13 spøgelser (1985)
- En hvalp ved navn Scooby-Doo (1988-1991)
- Hva' så Scooby Doo? (2002-2006)
- Stubbe og Scooby-Doo på sporet (2006-2008)
- Scooby-Doo! Mysterie-Banden (2010-2013)
- Du er cool, Scooby-Doo! (2015-2018)
- Scooby-Doo and Guess Whoe? (2019-)

## Medvirkende

### Danske stemmer
- Scooby Doo – Lars Thiesgaard
- Stubbe – Timm Mehrens
- Susan – Vibeke Dueholm
- Vera – Ann Hjort
- Jan – Johan Vinde
- Scooby Doo (ung) - Malthe Rasmussen